# Ворожба (річка)
Воро́жба — річка в Україні, у межах Сумського району Сумської області. Права притока Псла (басейн Дніпра).

## Опис
Довжина річки 22 км. Долина трапецієподібна, у верхній течії вузька. Заплава двобічна, у нижній течії зливається з заплавою Псла, місцями заболочена. Річище переважно слабозвивисте, у нижній течії випрямлене, у середній і верхній течії часто пересихає. Споруджено кілька ставків.

## Розташування
Ворожба бере початок біля північної околиці села Лифине. Тече спершу на південний схід, біля південної околиці села Ворожби повертає на південний захід. Впадає до Псла на захід від села Бишкінь, що на північний схід від міста Лебедина.